# Тяньцзиньская операция
Тяньцзиньская операция НОАК (3 января — 15 января 1949) — одно из сражений Гражданской войны в Китае, часть Бэйпин-Тяньцзиньской операции.

## Планирование операции
Первоначальный план командования НОАК заключался в том, чтобы захватить Тангу, тем самым отрезав гоминьдановцам возможность эвакуации по морю, после чего вынудить гарнизоны Бэйпина и Тяньцзиня сдаться, тем самым сохранив от разрушения два крупных древних китайских города. Однако рекогносцировка показала, что местность в районе Тангу не позволяет сосредоточить крупные силы для атаки, и в то же время является весьма удобной для обороны, поэтому план пришлось изменить. Согласно новому плану, первым должен был быть атакован Тяньцзинь. Так как город сильно вытянут по направлению север-юг, было решено атаковать город одновременно с востока и запада, разрезать его на две части, после чего сначала занять южную часть, и потом — северную.

## Ход сражения
С 3 по 12 января войска НОАК «зачистили» 18 опорных пунктов гоминьдановцев, находившихся вне пределов городских стен Тяньцзиня. После того, как гарнизон Тяньцзиня трижды отверг предложение о капитуляции, в 10 утра 14 января 1949 года начался решающий штурм Тяньцзиня. В результате яростного 29-часового боя оборонявшийся 130-тысячный гарнизон был полностью уничтожен. В плен к коммунистам попал ряд высокопоставленных гоминьдановских генералов:
- генерал Чэнь Чанцзе (陈长捷), командующий обороной Тяньцзиня
- генерал-майор Цю Цзундин (秋宗鼎), заместитель Чэнь Чанцзе
- генерал-майор Ян Вэй (杨威), начальник штаба обороны Тяньцзиня
- генерал-майор Ли Ецин (李叶清), секретарь штаба обороны Тяньцзиня
- генерал-майор Чэнь Цзыцзянь (程子践), назначенный лично Чан Кайши генерал-инспектор.

## Потери
Если не считать полностью разрушенной в ходе штурма 7-й текстильной фабрики, остальная часть города в ходе штурма уцелела. Коммунистические войска понесли относительно небольшие потери: 7.030 убитых и 19.214 раненых.

## Итоги
После падения Тяньцзиня гарнизон Тангу (17-я армейская группа и пять дивизий 87-я армии — всего свыше 50 тысяч человек), оказавшийся в изоляции, был вынужден эвакуироваться на юг по морю. Падение Тяньцзиня сделало дальнейшую оборону Бэйпина безнадёжной, и командовавший ею генерал Фу Цзои принял решение о капитуляции.